# Фораминифери
Фораминиферите са голяма група амебоидни протисти с мрежовидни лъжливи крачета, тънки нишки, които се разклоняват и сливат, образувайки динамична мрежа. Те обикновено образуват черупка или броня, която може да има една или повече камери, като някои имат доста сложна структура. Рапознати са около 250 000 вида, живи и изкопаеми. Те са обикновено по-малки от 1 мм, но някои са много по-големи, като най-големият намерен екземпляр е 19 см.
Фораминиферите са близки роднини на Cercozoa и на радиолариите, които също включват амебоиди със сложни черупки. Трите групи заедно образуват Rhizaria. Точните връзки на фораминиферите с другите групи и помежду им обаче все още не са съвсем ясни.

## Обща характеристика
От класа на саркодините, подкласът на фораминиферите има най-голямо значение за палеонтологията. Цитоплазмата им е затворена в органична, аглутинирана или варовита черупка. Псевдоподите им се състоят от тънки, разклонени кореновидно, съединени помежду си цитоплазмени нишки, които излизат навън от черупката само от главния отвор апература или от пори и каналчета, проникващи през стената на черупката. Към фораминиферите се отнасят бентосните и планктонните организми. Повечето от тях са морски животни, а незначителна част са се приспособили за живот в полусолените басейни.

### Устройство на черупката
По-голяма част от фораминиферите имат външна черупка с различно устройство и форма. Устройството на черупката може да бъде просто или много сложно, съобразно с малките размери на животното. Размерите на фораминирените черупки варират силно – от 0,02 до 110 – 120 mm. Стената на черупката може да бъде изградена от органично вещество или да бъде алглутинирана или варовита. Най-примитивните фораминифери, каквито са например алогромидите, имат черупка, изградена от тектин – комбинация от протеини и въглеводороди. При други фораминифери в тектиновата стена са включени частици с различен минерален и химичен състав. Обикновено фораминиферите поглъщат тези частици, а след това ги изтласкват на външната повърхност на клетката, където ги зациментират с тектин, CaCO3, оксиди и железни карбонати.
Така се образуват аглутинираните черупки. Установено е, че цитоплазмата на някои фораминифери подбира материал с определен минерален състав, размер и оцветяване на частиците.
По-голямата част от фораминиферите имат секреционна варовита черупка. Тя е сложно устроена. Известни са три основни типа микроструктура на стената на варовитите черупки – микрозърнест, порцеланов и хиалинов (стъкловиден). Някои отделят и четвърти тип – криптокристалинен.

## Разреди
- †Fusulinida
- †Involutinida
- Allogromiida
- Carterinida
- Globigerinida
- Lagenida
- Miliolida
- Robertinida
- Rotaliida
- Silicoloculinida
- Spirillinida
- Textulariida
- incertae sedis
  - Xenophyophorea
  - Reticulomyxa